# North American NA-35
Il North American NA-35 fu un aereo da addestramento monomotore biposto, monoplano ad ala bassa sviluppato dall'azienda aeronautica statunitense North American Aviation Inc. nei tardi anni trenta e rimasto allo stadio di prototipo.
Benché fosse previsto l'avvio alla costruzione in serie, a causa di priorità nella realizzazione di modelli da combattimento, l'NA-35 subì un arresto nel seguente processo produttivo per essere alla fine venduto come progetto su licenza alla Vega Aircraft Company.

## Storia del progetto
Nel 1937 la North American decise di avviare lo sviluppo di un nuovo modello di velivolo leggero destinato alla formazione dei piloti militari da proporre al United States Army Air Corps, a quel tempo ancora una branca dell'esercito statunitense (US Army).
Il progetto era relativo ad un velivolo interamente metallico caratterizzato da una configurazione alare monoplana ad ala bassa, dai due abitacoli separati ed aperti posti in tandem, l'anteriore per l'allievo pilota ed il posteriore per l'istruttore, ed un carrello d'atterraggio fisso ed ammortizzato integrato posteriormente da un ruotino d'appoggio posto sotto l'impennaggio classico monoderiva.
Il prototipo venne portato in volo per la prima volta nel gennaio 1940, ai comandi del pilota collaudatore aziendale Vance Breese. Dati i risultati considerati soddisfacenti, l'azienda pianificò il suo avvio alla produzione in serie proponendolo al mercato dell'aviazione militare il mese successivo.
Nel frattempo la necessità di poter disporre di velivoli da combattimento da utilizzare nel teatro europeo della Seconda guerra mondiale convinse il governo del Regno Unito, nell'aprile di quello stesso anni, ad inviare negli Stati Uniti d'America la British Air Commission (commissione per la valutazione e l'acquisto degli aerei per la Royal Air Force) per contattare la North American Aviation di Downey, California, allora impegnata soltanto con la produzione dell'addestratore T-6 Texan e del bombardiere B-25 Mitchell, non del tutto sufficienti per saturare le sue capacità progettuali e costruttive, di costruire su licenza per la RAF i caccia Curtiss P-40. L'azienda statunitense colse l'opportunità proponendo però un nuovo progetto che avesse caratteristiche superiori al P-40, il futuro North American P-51 Mustang. Concretizzato il contratto di sviluppo e fornitura l'azienda avviò un ampliamento degli impianti di produzione concentrandosi inoltre sullo sviluppo del P-51 Mustang.
In quest'ambito l'azienda, benché proseguissero i voli di prova del prototipo, decise di congelare l'avvio alla serie dell'NA-35 fino a trovare un accordo commerciale con la Vega Aircraft Company, una controllata della Lockheed Corporation, per la cessione di diritti dell'intero progetto nell'ottobre del 1940, il quale verrà ulteriormente sviluppato nel Lockheed Vega 35 costruito però in piccolissima serie.